# 레슬리 닐슨
레슬리 윌리엄 닐슨(Leslie William Nielsen, OC, 1926년 2월 11일~2010년 11월 28일)은 캐나다에서 태어난 미국의 희극 배우이다.

## 생애
서스캐처원주 리자이나에서 태어나, 고등학교를 졸업하고 공군에 입대하였다.
제대 후, 앨버타주 캘거리에서 디스크 자키로 일하였으며, 뉴욕으로 건너가 연기 경력을 시작하였다.
《포세이돈의 모험》(1972)에서 뒤집힌 대양의 선장으로서 대부분 드라마적인 역할로 시작에 이어, 《항공기!》(1980)에서 얼떨떨한 의사와 《총알 탄 사나이》(1988)과 그 속편들(1991, 1994)에서 프랭크 드레빈 형사 역으로 희극적인 역들을 보였다.
그의 다른 출연작들로는 《금지된 행성》(1956), 《토미와 학사》(1957), 《매구 박사》(1997), 《2001:우주의 변장》(2000), 《스캐리 무비》의 3·4편(2003, 2006) 등을 포함한다.
플로리다주 포트로더데일에서 84세의 나이로 사망하였다.

## 수상 및 서훈
- 1988년 할리우드 명예의 거리 헌액
- 2002년 캐나다 훈장(OC, 2등급) 수훈

## 출연 작품
- 아이를 빌려드립니다
- 스파이 하드